# Jan Sedivka
Jan Sedivka (Slaný, 8 settembre 1917 – Hobart, 23 agosto 2009) è stato un violinista e insegnante australiano di origine cecoslovacca.

## Biografia
Jan Boleslav Sedivka (in ceco: Šedivka) si formò in Cecoslovacchia, prima con Otakar Ševčík a Písek, poi con Jaroslav Kocian al Conservatorio di Praga. Nel 1938 vinse una borsa di studio del governo francese per studiare a Parigi con Jacques Thibaud alla École normale de musique. Durante il suo soggiorno parigino Sedivka ascoltò e apprezzò particolarmente Zino Francescatti, Miguel Candela e Henri Merckel. Prese anche alcune lezioni con Marcel Darrieux. Nel 1940, Jan Sedivka dovette trovare rifugio in Inghilterra. Nel 1942 incontrò Max Rostal a Londra e prese parte al suo corso speciale di tecnica violinistica e di pedagogia instrumentale.  Nel 1961, invitato dal Queensland Conservatorium of Music a insegnare a Brisbane, Jan Sedivka emigrò in Australia con un gruppo di suoi allievi e collaboratori. Nel 1972 diventò direttore del Tasmanian Conservatorium of Music a Hobart, sviluppando una prestigiosa scuola di archi e attirando studenti da tutto il mondo.
Jan Sedivka si è affermato sia come solista che come musicista da camera e insegnante. Come interprete, ha ottenuto un merito speciale per i suoi sforzi a favore della musica contemporanea australiana. In questa veste ha presentato una serie di importanti opere a lui dedicate, in particolare i concerti di Larry Sitsky, James Penberthy, Ian Cugley, Don Kay, Colin Brumby. Sua moglie Beryl Sedivka è una nota pianista che spesso si esibì con lui sia in duo che in trio, con Sela Trau al violoncello.

## Allievi
Tra gli studenti di Sedivka si ricordano: Pamela Bryce, Keith Crellin, Dean Zhinuo, Lindal Edmiston, Peter Axton, Hua Fei, Theodore Lazaroff, Elizabeth Morgan, John Curro, Simon Oswell, Kerry Smith, Jonathan Allen, Philippe-Xavier Borer, Romana Zieglerova, Marina Phillips, Uto Ughi

## Scritti
- An Assessment of: “Bach’s Chaconne for Unaccompanied Violin - a Study in Interpretation” by Graham Wood, ds., Hobart, 1974